# Angélique Widengren
Angélique Ekström Widengren, född 3 april 1967 i Stockholm, är en svensk artist och låtskrivare.
Widengren blev 1984 medlem i popgruppen Sound of Music som kom på fjärde plats i Melodifestivalen 1986 med "Eldorado" och i Melodifestivalen 1987 med "Alexandra". Widengren har varit med och skrivit låten "Treli Kardia" 2004, som framfördes av Helena Paparizou. Skivan sålde platina och låg listetta under flera veckor i Grekland. Hon har skrivit popmusik "Come On And Jump" och dansmusik som "Feel The Power" och "House Party". Hon grundade gruppen Free Fantazy år 2000 tillsammans med Joakim Granberg.

## Diskografi
- "Come On And Jump"
- "Öppna upp för kärleken"
- "Just let It out"